# Фердінанд Сватош
Фердінанд Сватош (нім. Ferdinand Swatosch, нар. 11 травня 1894, Зіммерінг, Австро-Угорщина — пом. 29 листопада 1974) — австрійський футболіст і тренер. Чотириразовий чемпіон Австрії. Триразовий володар кубка Австрії.

## Спортивна кар'єра
1911 року дебютував у складі команди «Зіммерингер СК», кольори якої захищав і його старший брат Якоб. В сезоні 1913/14 став третім бомбардиром ліги і отримав запрошення від одного з лідерів віденського футболу — «Рапіду». Під час Першої світової війни провів відносно невелику кількість матчів, але це не завадило йому здобути три чемпіонських титули і перемогу в першому розіграші кубкового турніру.
В чемпіонаті 1919/20 знову виступав у складі «Зіммерингера», а по його завершенні — став гравцем клубу«Вінер-Аматор», який у той час виходив на провідні позиції в австрійському футболі. У першому сезоні «аматори» здобули перемогу в кубку над «Вінер Шпорт-Клубом» з рахунком 2:1, а Сватош забив вирішальний м'яч у зустрічі. В чемпіонаті 1922/23 став найрезультативнішим гравцем — 23 голи в 20 матчах. Наступного сезону поступився титулом найкращого бомбардира своєму одноклубникові, Густаву Візеру, але здобув два командних трофея — «Вінер-Аматор» переміг у чемпіонаті і кубку Австрії. Всього за австрійські клуби провів у лізі 141 матч, 108 голів, у кубку — 18 матчів, 19 голів.
У складі національної збірної дебютував 4 жовтня 1914 року. У Будапешті австрійські футболісти зіграли внічию з господарями поля (2:2). У гостей відзначилися Ян Студнічка і Фердінанд Сватош, за угорців забивали — Арпад Надь і Імре Шлоссер. Проти угорців провів перші п'ять матчів за збірну Австрії.
26 вересня 1920 року зробив «хет-трик» у матчі зі збірною Німеччини. Востаннє зіграв за національну команду 10 липня 1925 року. У Гельсінкі гості здобули перемогу над збірною Фінляндії (2:1). Всього за збірну Австрії провів 23 матчі, забив 18 м'ячів.
1924 року переїхав до Кельна. Протягом семи років виконував обов'язки граючого тренера клубу «Зюльц 07». До минулих досягнень додав титул чемпіона Західної Німеччини 1928 року. В сезоні 1932/33 відбувся перший чемпіонат Франції. У першому професіональному чемпіонаті Франції Фердінанд Сватош очолював команду «Мюлуз». Інколи поєднував тренерські функції з виступами на футбольних полях. У підсумку команда вибула до другого дивизіону, а Сватош повернувся до Німеччини.
Протягом наступних двох десятиліть очолював команди «Люценкірхен» (Леверкузен), «Рот-Вайс» (Обергаузен), «Боруссія» (Дортмунд), «Армінія» (Білефельд), «Шальке 04» (Гельзенкірхен), «Боруссія» (Нойнкірхен) і «Фортуна» (Кельн).

## Досягнення
- Чемпіон Австрії (4):

«Рапід» (Відень): 1916, 1917, 1919
«Вінер-Аматор»: 1924
- Володар кубка Австрії (3):

«Рапід» (Відень): 1919
«Вінер-Аматор»: 1921, 1924
- Чемпіон Західної Німеччини (1):

«Зюльц 07»: 1928

## Статистика
Статистика виступів в австрійських клубах:
| Клуб             | Сезон            | Ліга | Ліга | Кубок | Кубок | Всього | Всього |
| Клуб             | Сезон            | Ігри | Голи | Ігри  | Голи  | Ігри   | Голи   |
| ---------------- | ---------------- | ---- | ---- | ----- | ----- | ------ | ------ |
| «Зіммерингер»    | 1911/12          | 8    | 5    | -     | -     | 8      | 5      |
| «Зіммерингер»    | 1912/13          | 12   | 9    | -     | -     | 12     | 9      |
| «Зіммерингер»    | 1913/14          | 17   | 16   | -     | -     | 17     | 16     |
| «Рапід»          | 1914/15          | 6    | 2    | -     | -     | 6      | 2      |
| «Рапід»          | 1915/16          | 6    | 5    | -     | -     | 6      | 5      |
| «Рапід»          | 1917/18          | 8    | 8    | 0     | 0     | 8      | 8      |
| «Рапід»          | 1918/19          | 5    | 8    | 4     | 1     | 9      | 9      |
| «Рапід»          | Всього           | 25   | 23   | 4     | 1     | 34     | 24     |
| «Зіммерингер»    | 1919/20          | 17   | 8    | 1     | 1     | 18     | 9      |
| «Зіммерингер»    | Всього           | 54   | 38   | 1     | 1     | 55     | 39     |
| «Вінер-Аматор»   | 1920/21          | 8    | 2    | 6     | 4     | 14     | 6      |
| «Вінер-Аматор»   | 1921/22          | 18   | 14   | 3     | 4     | 21     | 18     |
| «Вінер-Аматор»   | 1922/23          | 24   | 21   | 0     | 0     | 24     | 21     |
| «Вінер-Аматор»   | 1923/24          | 12   | 10   | 4     | 9     | 16     | 19     |
| «Вінер-Аматор»   | Всього           | 62   | 47   | 13    | 17    | 75     | 64     |
| Всього в Австрії | Всього в Австрії | 141  | 108  | 18    | 19    | 159    | 127    |